# Халлутуш-Иншушинак II
Халлутуш-Иншушинак II (ассир. Халушу) — царь Элама, правил приблизительно в 699 — 693 годах до н. э. Младший брат Шутрук-Наххунте II. Халлутуш-Иншушинак называет себя в единственной сохранившейся своей надписи таком царя Хумбан-тах-раха. В данном случае эламское слово так означает не «сын», а лишь «мужской потомок», ибо Хумбан-тах-рах приходился Халлутуш-Иншушинаку двоюродным дедом. В упомянутой надписи новый царь, кроме того, называет себя безбоязненно «умножителем царства». Бога Иншушинака, которому он посвятил святилище из глазурованного кирпича, он умолял: «Не рассматривай мою победу как печаль!»
Предоставил в управление бывшему вавилонскому царю Мардук-апла-иддину, бежавшему от ассирийского царя Синаххериба, город Нагиту (Нагите-ракки — «Область болот») на одном из островов близ эламского побережья Персидского залива. В 694 году до н. э. Синаххериб, построив флот, захватил Нагиту. В ответ на это Халлутуш-Иншушинак в октябре 694 года до н. э. завоевал вавилонский город Сиппар, отрезав, тем самым, ассирийцам связь с тылом. Войско вавилонян потерпело поражение, а их царь, сын Синаххериба Ашшур-надин-шуми был взят в плен и отправлен в Элам, где вскоре умер или был убит. На вавилонский престол Халлутуш-Иншушинак посадил своего ставленника Нергал-ушезиба.
На обратном пути в Ассирию, Синаххериб в конце сентября 693 года до н. э. в сражении у Ниппура одержал крупную победу над объединёнными силами вавилонян и эламитов. Нергал-ушезиб попал в плен к ассирийцам, а Халлуташ-Иншушинак с остатками своей армии бежал в Элам, где его ожидали неприятности. Неизвестно какие именно противоречия существовали в то время в эламском обществе, но единства не было ни в стране, ни среди правящей элиты. Вавилонская хроника как обычно скупо сообщает, что в то время, когда 26 ташриту (14 октября) 693 года до н. э. Халлутуш-Иншушинак подошёл к своей столице, «жители Суз заперли перед ним ворота и убили его».
Правил 6 лет. Однако сохранился один юридический текст из Ниппура, который датирован 15-м годом его правления, что вызывает определённые противоречия в исследованиях, до сих пор не решенные.
| Новоэламская династия              |                                   |                             |
| Предшественник: Шутрук-Наххунте II | царь Элама ок. 699 — 693 до н. э. | Преемник: Кутир-Наххунте IV |